# Fahnenband

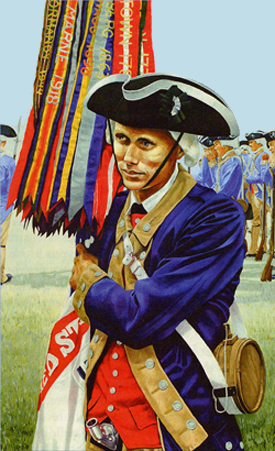
Fahnenbänder an der Flagge der United States Army

Ein Fahnenband oder auch Gedenkbanderole ist ein geschmücktes, meist mit Schrift beschriebenes Band, das an einer Fahne getragen wird. Es stellt überwiegend eine besondere Ehrung für den Besitzer der Fahne (also einen Verband des Militärs oder einen Verein) dar. Das Fahnenband wurde traditionell durch eine Fahnenpatin gespendet.

## Geschichte
Die Historie der Fahnenbänder, dekorative Stoffstreifen an militärischen Fahnen und Standarten, reicht bis ins 19. Jahrhundert zurück. In Preußen bezeichnete man sie als Ehren- und Paradebänder, anderswo im Deutschen Reich nutzte man den Begriff Fahnenbänder. Die Fahnenbänder symbolisierten Ehre, Auszeichnung und die Tradition der Militärverbände.
Ähnlich der angelsächsischen Battle Honour wurden Fahnenbänder zunächst von der Preußischen Armee, später auch in den verschiedenen Armeen des Deutschen Reiches sowie in Österreich-Ungarn für besondere Verdienste vor dem Feind an Truppenteile sowie als besondere Ehrung vergeben.
Die Vergabe der Fahnenbänder für besondere Verdienste vor dem Feind fand in besonderen Zeremonien nach Ende eines Krieges statt und gehörte zum festen Ritual der deutschen Militärtradition.
Erst bei Ende des Ersten Weltkrieges wurde mit der Tradition gebrochen. Als geschlagene Armee erhielten die Truppenteile des Deutschen Heeres und der aus ihr hervorgegangenen Reichswehr keine besonderen Auszeichnungen mehr – diese waren auf Einzelpersonen beschränkt.
Nach der Machtergreifung der Nationalsozialisten und der einhergehenden Aufrüstung und Glorifizierung der Wehrmacht wurden die Fahnenbänder neu eingeführt.

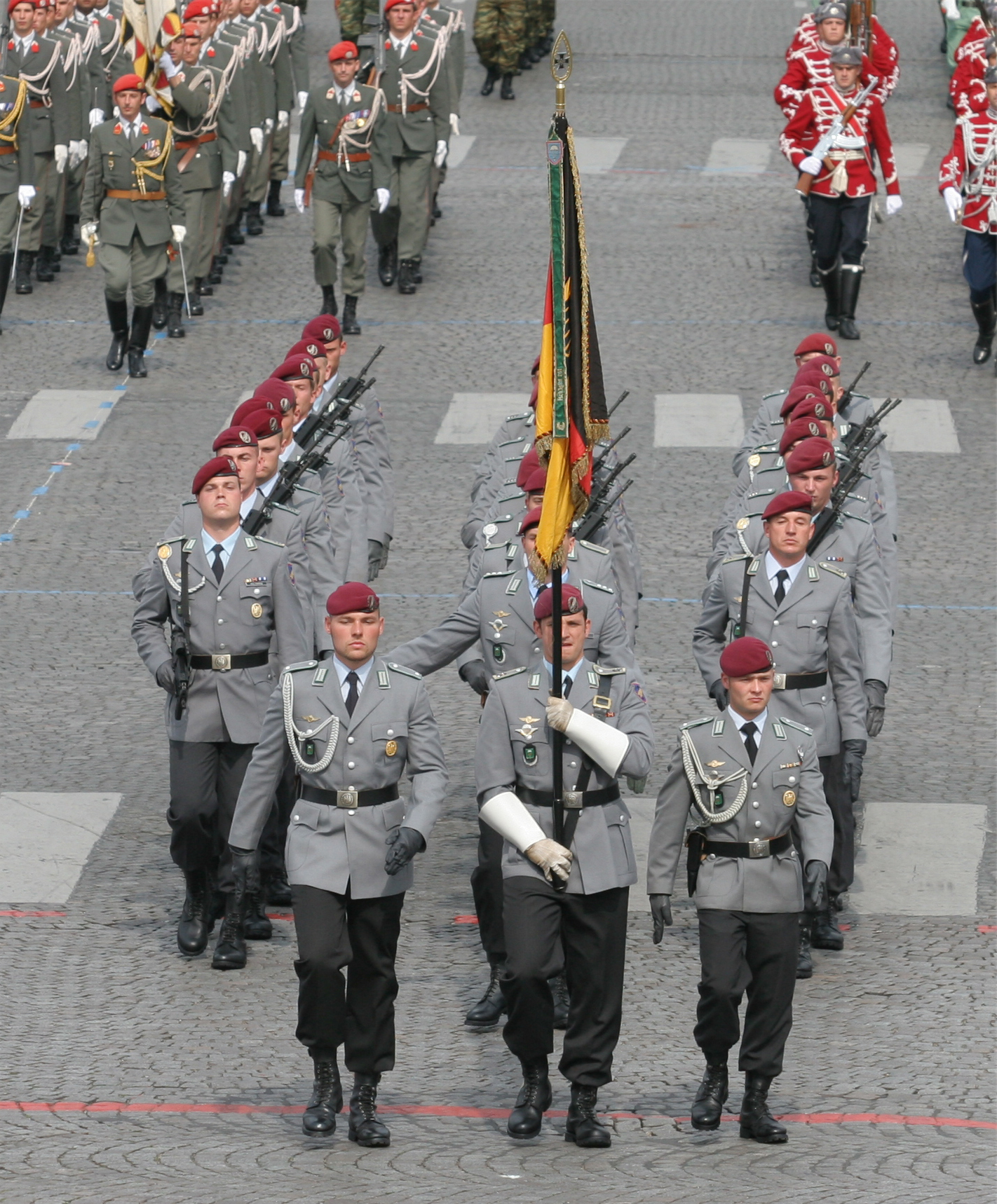
Fallschirmjäger der Saarlandbrigade während einer Parade in Paris, 14. Juli 2007. Im Vordergrund die Truppenfahne des Fallschirmjägerbataillon 261 mit dem Fahnenband des Saarlands

Vor und während des Zweiten Weltkrieges wurde bereits mit der Planung, der Vergabe und teilweise auch schon mit der Verleihung von Gedenkbanderolen begonnen. So wurden unter anderem Fahnenbänder für die Besetzung Österreichs sowie für die Besetzung der Tschechoslowakei ausgegeben.
Die Fahnenbänder, die für besondere Verdienste vor dem Feind vergeben wurden, hatten meist die gleiche Farbe wie die Bandschnalle und wie die zu dem Ereignis (der Schlacht, der Besetzung eines Landes) vergebenen Medaillen, bei der Wehrmacht auch wie die der Ärmelbänder.

### Heutige Situation

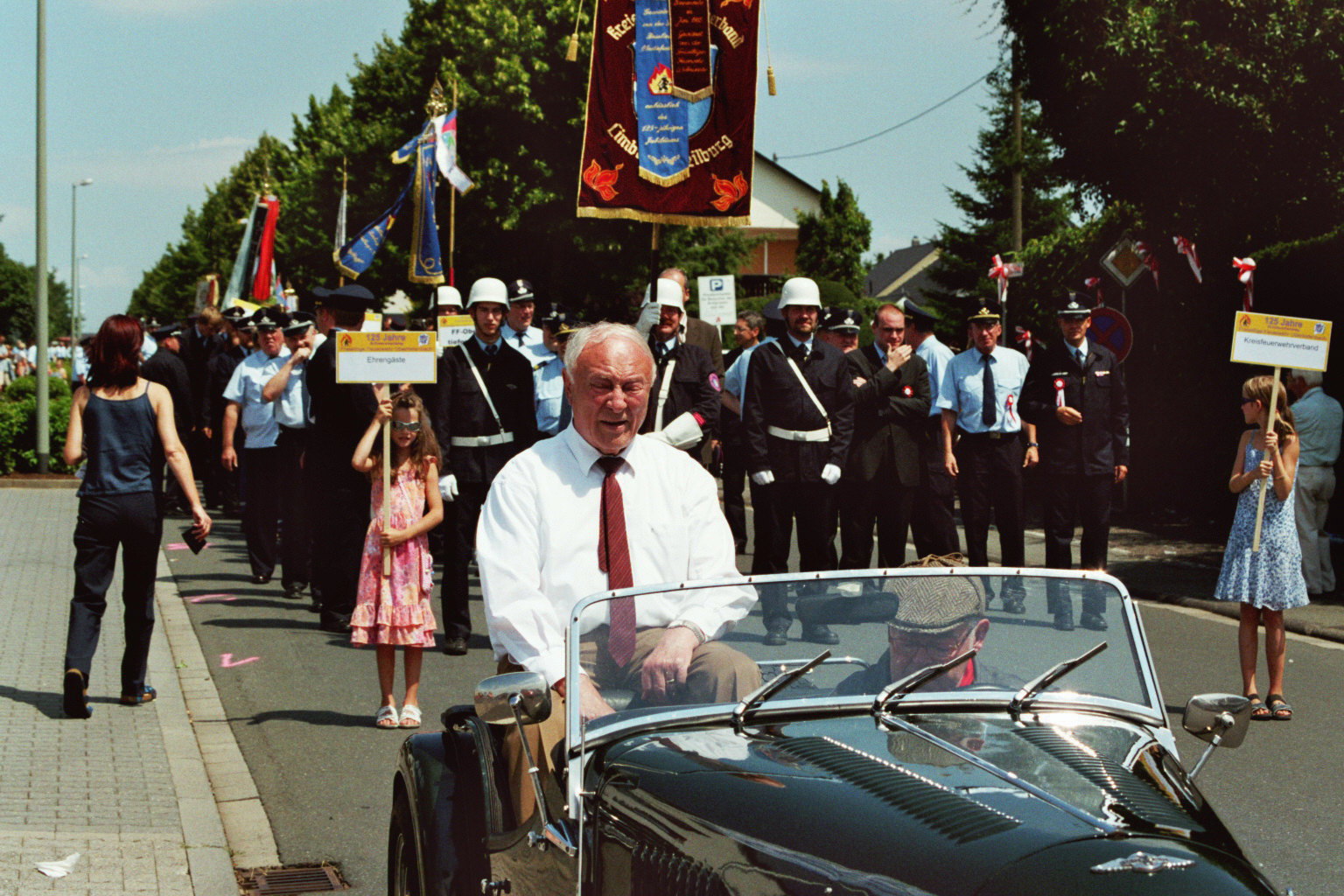
Fahnenbänder beim Festzug zum Kreisfeuerwehrverbandstag 2005 des Landkreises Limburg-Weilburg in Beselich-Obertiefenbach

Fahnenbänder werden in vielen Armeen als besondere Ehrung vergeben und sind in Deutschland die höchste Auszeichnung, mit der eine Regierung einen militärischen Verband ehren kann.
Heute stehen sie besonders als Zeichen der engen Beziehung zwischen einem Bundesland und den dort stationierten Truppen.
Traditionell wird ein Fahnenband von Repräsentanten des Staates oder ausländischen Staatsgästen verliehen. Das Fahnenband ist in der Waffenfarbe des Verbandes gefärbt. Fahnenbänder machen die jeweilige Truppenfahne einmalig.
Bei Paraden, bei denen die Truppenfahne geführt wird, ist es eine besondere Ehre, die dem Verband erwiesene Auszeichnung an der Fahne „öffentlich“ machen zu können.

### Fahnenband „Einsatz“ der Bundeswehr
Seit September 2022 vergibt die Bundeswehr ein Fahnenband „Einsatz“ an einsatzbewährte Bundeswehr-Verbände. Das weiße Band hat oben das Verbandsabzeichen des Bundesministeriums der Verteidigung, wie es Heeresuniformträger als Schulterabzeichen am Dienstanzug tragen. Darunter befinden sich, beginnend von unten in chronologischer Reihenfolge dunkelgrüne rechteckige Felder mit abgerundeten Ecken, die mit weißer Schrift in zwei oder drei Zeilen die Abkürzung des Auslandseinsatzes in der ersten (bei längeren Abkürzungen in der ersten und mittleren Zeile) und in der unteren Zeile die vierstellige Jahreszahl zeigen. Für Teilnahme am selben Einsatz in mehreren Kalenderjahren gibt es jeweils ein eigenes Feld. Ein Fahnenband kann höchstens 21 Felder haben. Wenn ein Fahnenband keinen Platz mehr für weitere Felder ausweist, wird ein weiteres Fahnenband an die Truppenfahne der Bundeswehr befestigt, wobei das erste Feld am unteren Ende angebracht wird.

### Fahnenbänder im zivilen Bereich
Fahnenbänder werden bei fast allen Fahne tragenden Vereinen (z. B. Kolpingsfamilien) Kolpingwerk, aber auch bei vielen Katastrophenschutz- und Gefahrenabwehrorganen wie den Freiwilligen Feuerwehren vergeben.
Insbesondere bei manchen Schützenvereinen wird eine ähnliche Vorgehensweise wie beim Militär gepflegt, was die Fahnenbänder betrifft.
Die Art der Fahnenbänder und die Voraussetzungen für deren Erhalt hängen von den Traditionen der jeweiligen Dachverbände ab.